# Якунемеяха
Якунемеяха (устар. Яку-Неме-Яха) — река в России, протекает по Пуровскому району Ямало-Ненецкого АО. Устье реки находится в 22 км по правому берегу реки Айваседапур. Длина реки составляет 64 км.
Система водного объекта: Айваседапур → Пур → Карское море.

## Притоки
(км от устья)
- В 10 км от устья по правому берегу реки впадает река Вэйкапчамадьяха.
- В 18 км от устья по правому берегу реки впадает река Каймъяха.
- В 19 км от устья по правому берегу реки впадает река Ямбъяха.
- В 22 км от устья по правому берегу реки впадает река Сидыяха.
- В 39 км от устья по правому берегу реки впадает река Ачилаяха.
- В 43 км от устья по правому берегу реки впадает река Янгъяха.
- В 50 км от устья по правому берегу реки впадает река Тайкусияха.
- В 64 км от устья по правому берегу реки впадает река Хатояха.
- В 64 км от устья по левому берегу реки впадает река Сидятасиняюяха.

## Данные водного реестра
По данным государственного водного реестра России относится к Нижнеобскому бассейновому округу, водохозяйственный участок реки — Пур, речной подбассейн реки — подбассейн отсутствует. Речной бассейн реки — Пур.
Код объекта в государственном водном реестре — 15040000112115300058708.